# Costituzione turca del 1961
La Costituzione del 1961, ufficialmente intitolata Costituzione della Repubblica di Turchia (in turco Türkiye Cumhuriyeti Anayasası), è stata la legge fondamentale della Turchia dal 1961 al 1982. Fu introdotta dopo il colpo di Stato del 1960, sostituendo la precedente Costituzione del 1924. Fu approvata in un referendum tenutosi il 9 luglio 1961 con il 61,7% della nazione che votò a favore. Rimase in vigore fino al colpo di Stato del 1980, a seguito del quale fu sostituito da un nuovo documento, la Costituzione del 1982, che rimane in vigore oggi.

## Principi generali

### I. Forma dello Stato
Articolo 1 - Lo Stato turco è una repubblica.

### II. Caratteristiche della Repubblica
Articolo 2 - La Repubblica turca è uno stato nazionalista, democratico, laico e sociale, governato dallo stato di diritto, basato sui diritti umani e sui principi fondamentali enunciati nel preambolo.

### III. Indivisibilità dello Stato, della sua lingua ufficiale e della sua sede di governo
Articolo 3 - Lo Stato turco è un tutto indivisibile che comprende il suo territorio e il suo popolo. La sua lingua ufficiale è il turco. La sua capitale è la città di Ankara.

### IV. Sovranità
Articolo 4 - La sovranità spetta alla nazione senza riserve e condizioni. La nazione eserciterà la sua sovranità attraverso gli enti autorizzati come prescritto dai principi stabiliti nella Costituzione. Il diritto di esercitare tale sovranità non può essere delegato ad alcuna persona, gruppo o classe. Nessuna persona o agenzia può esercitare un'autorità statale che non tragga la sua origine dalla Costituzione.

### V. Potere legislativo
Articolo 5 - Il potere legislativo è conferito alla Grande Assemblea Nazionale. Tale potere non è delegato.

### VI. Funzione esecutiva
Articolo 6 - La funzione esecutiva è esercitata dal Presidente della Repubblica e dal Consiglio dei ministri nei limiti di legge.

### VII. Potere giudiziario
Articolo 7 - Il potere giudiziario sarà esercitato da tribunali indipendenti per conto della nazione turca.

### VIII. Supremazia e forza vincolante della Costituzione
Articolo 8 - Le leggi non devono essere in conflitto con la Costituzione. Le disposizioni della Costituzione costituiscono i principi giuridici fondamentali che vincolano gli organi legislativi, esecutivi e giudiziari, le autorità amministrative e i singoli.

### IX. Irrevocabilità della forma dello Stato
Articolo 9 - La disposizione della Costituzione che stabilisce la forma dello Stato in repubblica non può essere modificata né può essere quindi proposta alcuna mozione.

## Differenza tra le costituzioni del 1924 e del 1961
A differenza della precedente costituzione, la nuova costituzione era basata sui diritti umani; con l'articolo 11, la libertà dell'individuo era sempre assicurata. La frase Stato sociale fu inclusa per la prima volta in questa Costituzione. La nuova costituzione introdusse anche il Senato, per formare un sistema bicamerale con l'Assemblea nazionale.
La Grande Assemblea Nazionale fu costituita dall'Assemblea Nazionale e dal Senato della Repubblica. L'Assemblea nazionale e la maggioranza dei senatori venivano eletti dalla nazione, ma 15 senatori erano scelti dal presidente tra gli ex presidenti e membri del Comitato di unità nazionale, che aveva organizzato il colpo di stato.